# حاجی خان تپه
حاجی خان تپه مربوط به دوره اشکانیان - دوره ساسانیان - سده‌های اولیه دوران‌های تاریخی پس از اسلام است و در شهرستان همدان، بخش فامنین، دهستان خرم دشت، روستای زرقان واقع شده و این اثر در تاریخ ۱۸ اسفند ۱۳۸۷ با شمارهٔ ثبت ۲۵۱۳۱ به‌عنوان یکی از آثار ملی ایران به ثبت رسیده است.